# Lanius
Lanius es un género de aves paseriformes de la familia de los alcaudones (Laniidae), de vistoso aspecto, pico ganchudo y comportamiento muy similar al de un halcón. Para algunos naturalistas es como una rapaz dentro del grupo de los paseriformes.[cita requerida] De hecho, la traducción de Lanius es, literalmente, "carnicero". 
Es un ave de hábitos predatorios que suele cazar otros pájaros como jilgueros o pequeños roedores como el ratón de campo.
Una costumbre típica del alcaudón es insertar sus víctimas en espinas a modo de pequeñas despensas a las que acudir en caso de necesidad.

## Especies

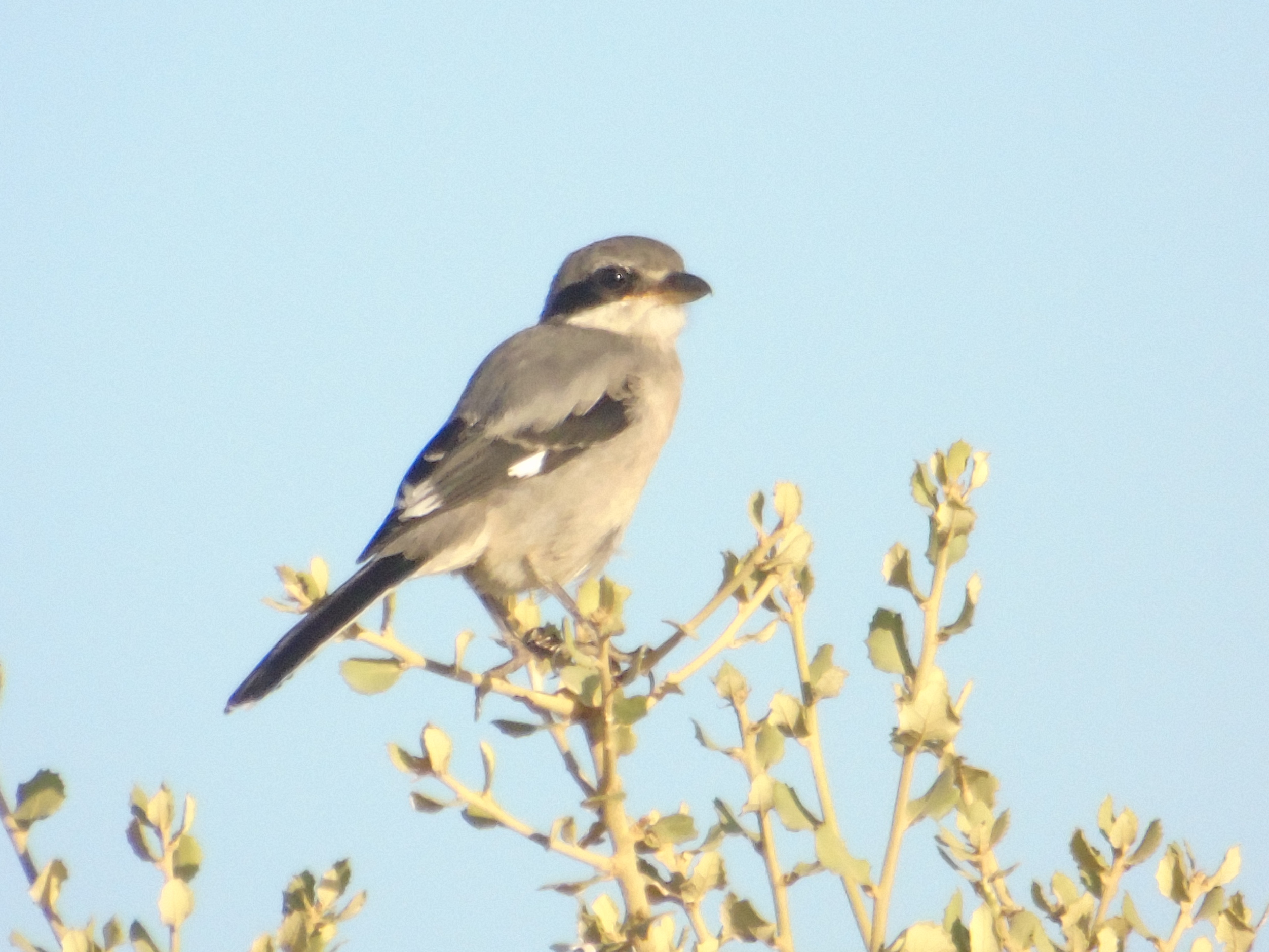
Alcaudón real (Lanius meridionalis).

Tiene descritas entre 26 y 27 especies:
- Alcaudón común (Lanius senator) Linnaeus, 1758 - Cuenca mediterránea.
- Alcaudón real (Lanius meridionalis) Temminck, 1820 - península ibérica. Hasta hace poco se consideraba una subespecie de L. excubitor (L. e. meridionalis).
- Alcaudón dorsirrojo (Lanius collurio) Linnaeus, 1758 - Cría en la región Paleártica, e inverna en el sur de África.
- Alcaudón chico (Lanius minor) Gmelin, 1788 - Cría en la península ibérica, sureste de Europa, Siberia y Asia central; e inverna en el sur de África.
- Alcaudón tigre (Lanius tigrinus) Drapiez, 1828 - Este de Asia, Filipinas e islas de la Sonda.
- Alcaudón bucéfalo (Lanius bucephalus) Temminck & Schlegel, 1845 - Este de Asia.
- Alcaudón isabel (Lanius isabellinus) Hemprich & Ehrenberg, 1833 - centro y sur de Asia, y este y centro de África.
- Alcaudón pardo (Lanius cristatus) Linnaeus, 1758 - Este y sur de Asia.
- Alcaudón birmano (Lanius collurioides) Lesson, 1831  - Sudeste asiático.
- Alcaudón de Emin (Lanius gubernator) Hartlaub, 1882 - Sabanas del centro de África, de Costa de Marfil a Uganda.
- Alcaudón de Souza (Lanius souzae) Bocage, 1878 - Centro y sur de África.
- Alcaudón dorsicastaño (Lanius vittatus) Valenciennes, 1826 - Centro y sur de Asia.
- Alcaudón schach (Lanius schach) Linnaeus, 1758 - Este y sur de Asia, Nueva Guinea y archipiélagos cercanos.
- Alcaudón tibetano (Lanius tephronotus) (Vigors, 1831) - Región de los Himalayas.
- Alcaudón filipino (Lanius validirostris) Ogilvie-Grant, 1894 - Filipinas.
- Alcaudón americano (Lanius ludovicianus) Linnaeus, 1766 - Centro y sur de América del Norte.
- Alcaudón norteño (antes real) (Lanius excubitor) Linnaeus, 1758 - Europa, Asia, norte de África y norte de América del Norte.
- Alcaudón chino (Lanius sphenocercus) Cabanis, 1873 - Montañas del este de Tíbet y sureste de China, y montañas del este de Rusia y noreste y centro de China.
- Alcaudón dorsigrís (Lanius excubitoroides) Prevost & Des Murs, 1847 - África central árida. También llamada Lanius excubitorius.
- Alcaudón colilargo (Lanius cabanisi) Hartert, 1906 - Zonas áridas de matorral, del sur de Somalia, Kenia y noreste de Tanzania.
- Alcaudón de los Taita (Lanius dorsalis) Cabanis, 1878 - Somalia, Etiopía, noreste de Tanzania y sur de Sudán.
- Alcaudón somalí (Lanius somalicus) Hartlaub & Heuglin, 1859 - Cuerno de África.
- Alcaudón de Mackinnon (Lanius mackinnoni) Sharpe, 1891 - Selvas ecuatoriales del centro de África.
- Alcaudón fiscal (Lanius collaris) Linnaeus, 1766 - África central y meridional.
  - Alcaudón tanzano (Lanius (collaris) marwitzi) Reichenow, 1901 - Tanzania. Considerada en ocasiones una especie propia (L. marwitzi).[3]
- Alcaudón de Santo Tomé (Lanius newtoni) Bocage, 1891 - Isla de Santo Tomé.
- Alcaudón núbico (Lanius nubicus) Lichtenstein, 1823 - Cría en el sureste de Europa hasta el suroeste de Irán, e inverna en el centro de África y el sur de la Península arábiga.